# Raggmunk

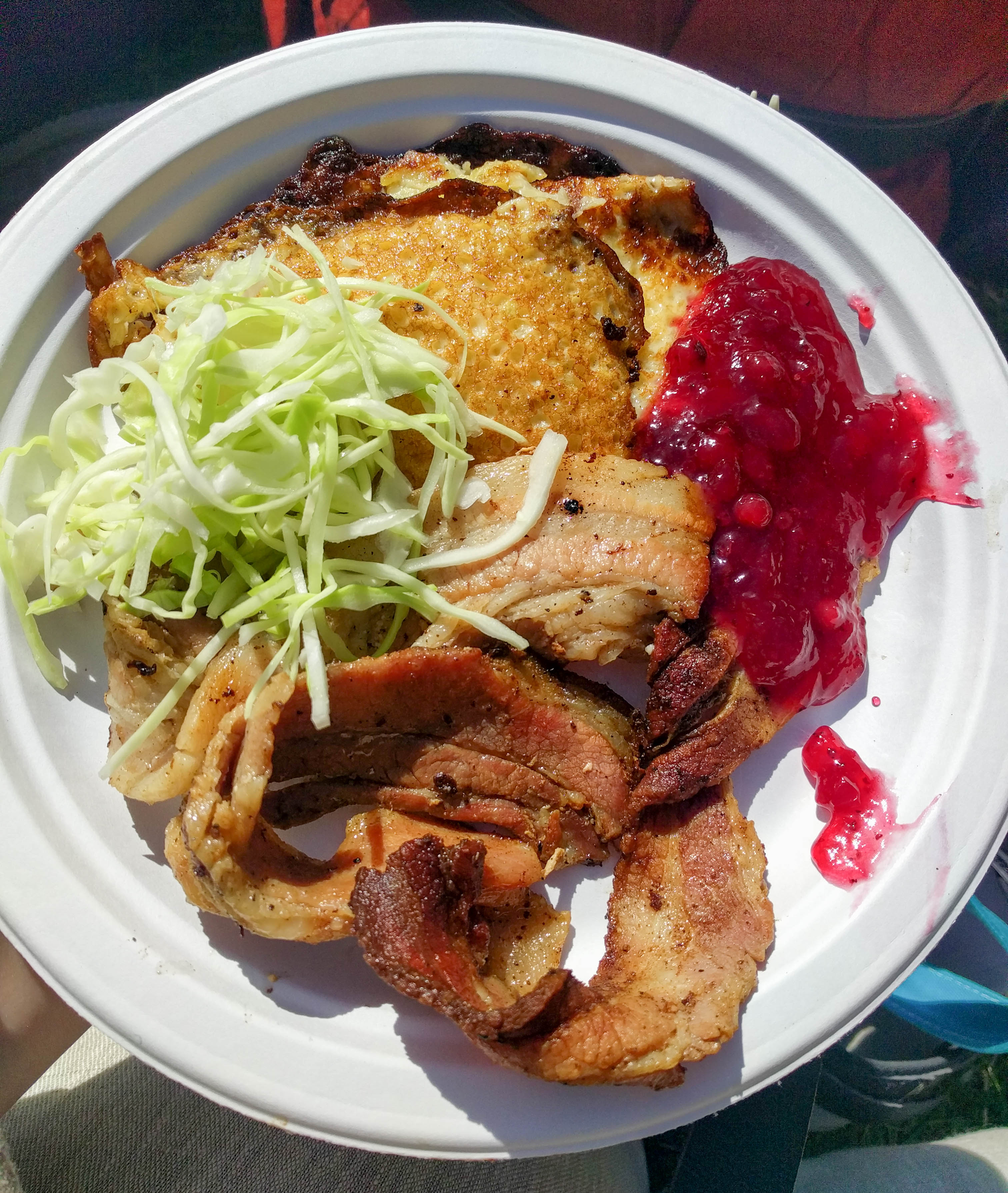
Raggmunk med fläsk, lingonsylt och strimlad vitkål.

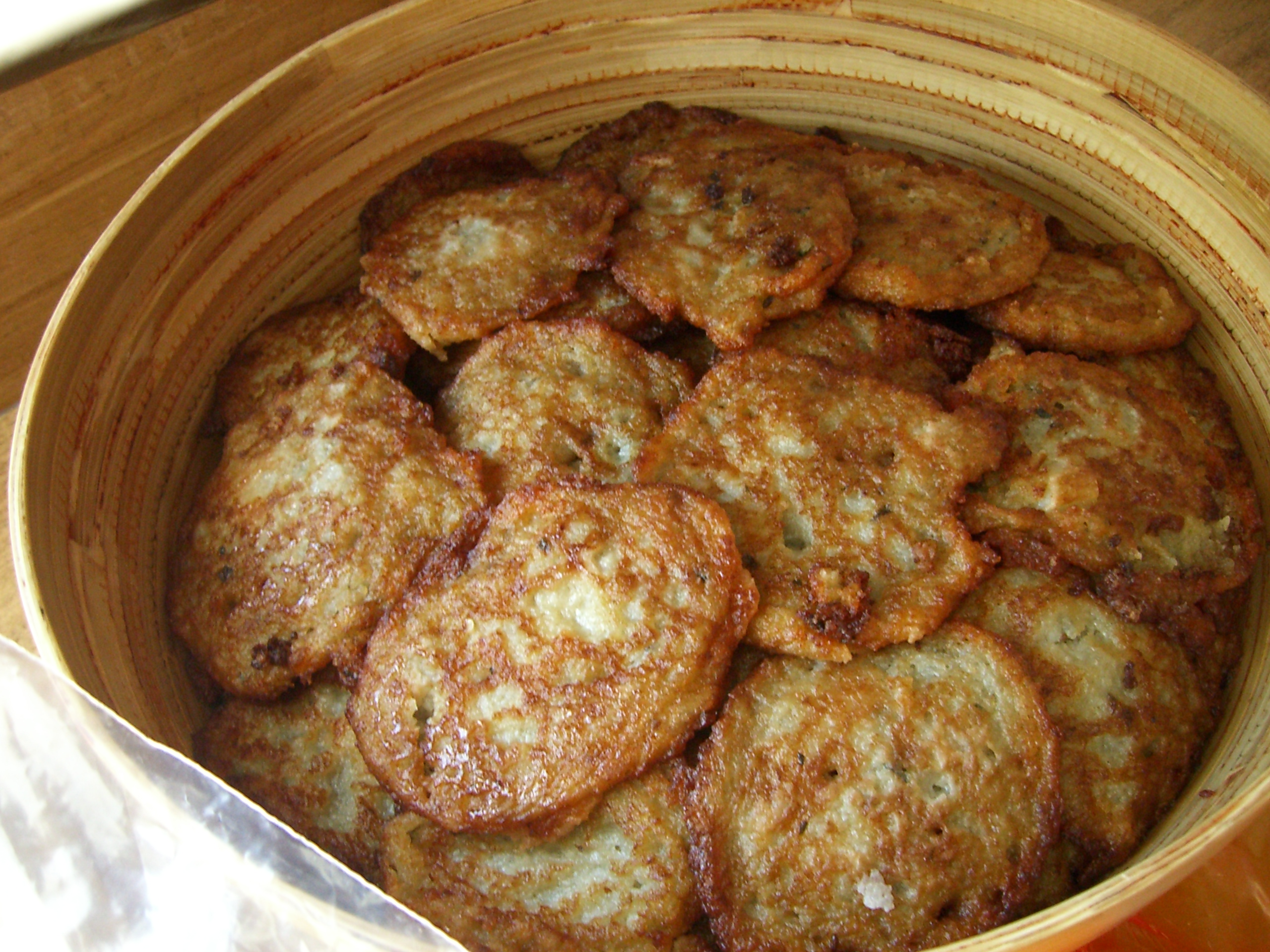
Draniki, belarusiska raggmunkar.

Raggmunk är en svensk maträtt bestående av riven potatis som blandas med en smet av mjöl och mjölk, samt ibland ägg, och steks som plättar. Raggmunk serveras vanligen med stekt fläsk och lingonsylt. Raggmunk är Östergötlands  landskapsrätt.

## Innehåll och varianter
På engelska kallas rätten potato pancake. Liknande rätter finns i England och flera länder i Central- och Östeuropa samt i judiska köket.  
Första skriftliga belägget för ordet raggmunk är från 1904. Ordet ragg betyder frasig, och munk kommer från munk som gett namn åt bakverk som pöser upp. Andra lokala namn på maträtten är rårakor (ofta endast med potatis) eller rålåpor (som dock inte innehåller ägg).
Det finns även färdig raggmunk-mix att köpa som kylvara i välsorterade butiker. Mixen finns i två varianter, en färdig mix som man bara steker och en torrvariant, där man ska tillsätta vatten för att få en smet, som man senare kan steka.

### Raggmunk i långpanna
En variant av raggmunk är att grädda den i långpanna. Medan man gör smeten försteks fläsket i långpannan. Smeten hälls sedan i långpannan och det skivade fläsket läggs ovanpå, varefter den gräddas i ugn. Rätten äts med lingonsylt och ibland flytande grädde. I Blekinge och på Öland kallas denna variant av raggmunk för lufsa och i Småland för råriven pannkaka.